# Fermín Diez Canseco Coloma
Manuel Fermín Diez Canseco Coloma (Lima, 9 de junio de 1854 - Río Ucayali, Loreto, 7 de febrero de 1889) fue un militar peruano. Participó en la guerra del Pacífico, a bordo del Huáscar. Es recordado por su acción en Antofagasta, el 24 de agosto de 1879, al desviar con su cuerpo un torpedo que se dirigía hacia el monitor. Falleció repentinamente en el río Ucayali, a bordo del vapor Mayro.

## Biografía
Hijo primogénito del coronel Carlos Diez Canseco e Isabel Coloma. Ingresó a la Escuela Naval del Perú (septiembre de 1871), graduándose como guardiamarina (1874), siendo asignado a la fragata Independencia y luego al transporte Chalaco, en comisión para instalar un cable submarino en la costa peruana (1875). En viaje de estudios, se embarcó en el clíper Saint Paul hacia Europa. Regresó desde Londres al Perú, a bordo de la fragata Lizzie Fermell (1876). Casi inmediatamente, navegó en la fragata Magicienne, tocando puerto en Estados Unidos, Oceanía y Chile. Volvió al Perú, participando con el grado de teniente segundo en la comisión dirigida por el capitán Camilo Carrillo Martínez, que registró el paso de Mercurio frente al Sol (1878).
Al estallar la guerra del Pacífico, se encontraba sirviendo a bordo del monitor Huáscar, en el cañón izquierdo de la torre giratoria, estando presente en los combates de Iquique, Antofagasta y Angamos. En la segunda acción, se distinguió cuando, junto al teniente Carlos de los Heros, se lanzó al mar para alejar un torpedo lanzado desde el Huáscar hacia la Magallanes, desviado por una falla de mecanismo hacia el propio monitor (24 de agosto de 1879). Días después, en el segundo combate de Antofagasta, de los Heros murió en acción.
En el combate de Angamos fue tomado prisionero. Tras ser liberado de su cautiverio, fue asignado al transporte Oroya, participando en la captura de la lancha chilena Tocopilla. Durante el bloqueo del Callao, estuvo en las baterías del Callao, bajo el mando de Elías Aguirre Romero. Tras las batallas de San Juan y Miraflores y la ocupación de Lima, se retiró a la sierra, donde luchó en la campaña de la Breña.
Tras el fin de la guerra, sirvió en la marina mercante, en buques de la Casa Seridó. Nombrado capitán de puerto de Iquitos (diciembre de 1887), falleció el 7 de febrero de 1889, en el río Ucayali. Su cuerpo fue trasladado a Lima y enterrado en el Cementerio Presbítero Matías Maestro, en 1908 en consideración a su actuación en la Guerra con Chile se lo trasladó a la recién inaugurada Cripta de los Héroes dentro del mismo cementerio, dónde reposa hasta la actualidad.